# Новицький Григорій Ілліч

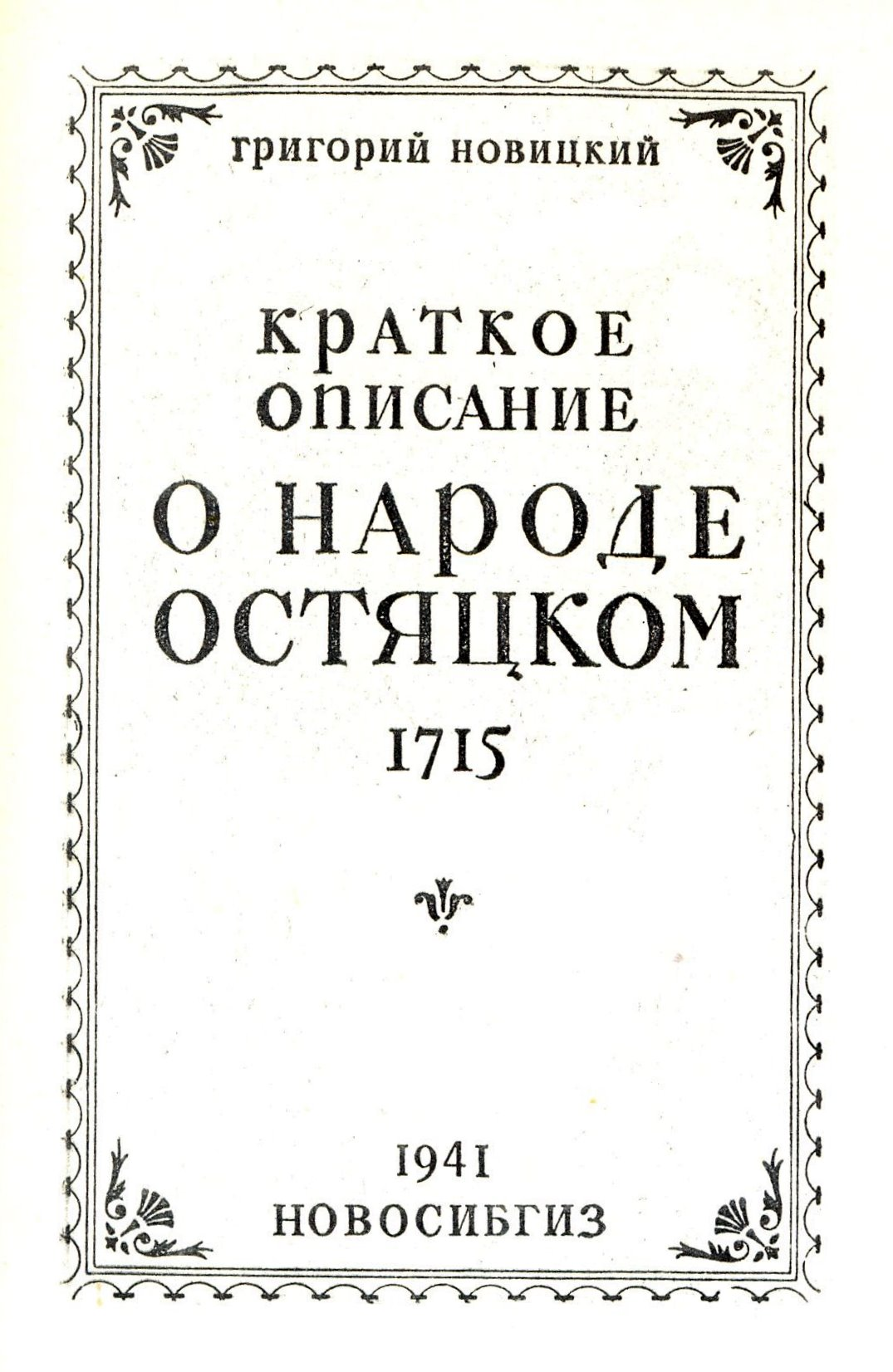

Григóрій Ількович Нов́ицький (р. н. невід. — близько 1720) — український військовий діяч доби Івана Мазепи, дипломат. Перший європейський дослідник народів ханти та мансі.

## Біографія
Походив з козацько-старшинського роду. Син Іллі Новицького. Вчився в Київській Академії. 1704–1708 — полковник компанійського (охотницького) полку. 1708 — резидент Івана Мазепи при польському коронному гетьмані А. Сенявському.
Брав участь у бойових діях проти московських інтервентів в Україні 1708–1709 рр. 1709 — після Полтавської битви схоплений і засланий у Москву, а 1712 — на Сибір, до Тобольська (за деякими даними, до Березова).
Допомагав митрополиту Тобольському і Сибірському Філофею Лещинському під час місійної діяльності серед фіно-угорських народів Західного Сибіру. Вивчав побут, звичаї та культуру народів ханти та мансі.
Згодом служив у Кондинській волості, де і загинув. 
Автор однієї з перших етнографічних праць «Короткий опис про народ остяцький» (1715), що містить важливий етнографічний матеріал про хантів (остяків). Цю працю видано німецькою мовою (без зазначення автора) 1720, а 1730 і 1744 рр. (фрагменти) та в 1884 і 1941 рр. — російською мовою (повністю).